# Robert Bradshaw
Robert Llewellyn Bradshaw (* 16. September 1916 in St. Kitts; † 23. Mai 1978) war ein Politiker aus St. Kitts und Nevis.
Bradshaw war Mitglied der Saint Kitts and Nevis Labour Party. Von Juli 1966 bis zu seinem Tod war er Ministerpräsident des Inselstaates.